# Tiago Martins
Tiago Bruno Lopes Martins (Lissabon, 29 mei 1980) is een Portugees voetbalscheidsrechter. Hij is in dienst van FIFA en UEFA sinds 2015. Ook leidt hij sinds 2014 wedstrijden in de Primeira Liga.
Op 31 augustus 2014 leidde Martins zijn eerste wedstrijd in de Portugese nationale competitie. Tijdens het duel tussen Nacional en FC Arouca (2–0 voor de thuisclub) trok de leidsman zesmaal de gele kaart. In Europees verband debuteerde hij op 2 juli 2015 tijdens een wedstrijd tussen FK Jelgava en Litex Lovetsj in de voorronde van de UEFA Europa League; het eindigde in 1–1 en Martins trok driemaal een gele kaart. Zijn eerste interland floot hij op 6 oktober 2017, toen Italië met 1–1 gelijkspeelde tegen Macedonië door doelpunten van Giorgio Chiellini en Aleksandar Trajkovski. Tijdens deze wedstrijd toonde Martins aan de Italiaan Marco Parolo en de Macedoniërs Stefan Spirovski en Ferhan Hasani een gele kaart.
In april 2024 werd hij gekozen als een van de videoscheidsrechters die actief zouden zijn op het EK 2024 in Duitsland.

## Interlands
| Datum            | Plaats                    | Wedstrijd              | Uitslag | Competitie             | Kreeg geel | Kreeg voor de tweede keer geel en dus rood | Weggestuurd |
| ---------------- | ------------------------- | ---------------------- | ------- | ---------------------- | ---------- | ------------------------------------------ | ----------- |
| 6 oktober 2017   | Turijn, Italië            | Italië – Macedonië     | 1 – 1   | WK 2018 kwalificatie   | 3          | 0                                          | 0           |
| 9 november 2017  | Cluj-Napoca, Roemenië     | Roemenië – Turkije     | 2 – 0   | Vriendschappelijk      | 3          | 0                                          | 0           |
| 11 oktober 2018  | Guingamp, Frankrijk       | Frankrijk – IJsland    | 2 – 2   | Vriendschappelijk      | 4          | 0                                          | 0           |
| 19 november 2018 | Tbilisi, Georgië          | Georgië – Kazachstan   | 2 – 1   | Nations League 2018/19 | 2          | 0                                          | 0           |
| 21 maart 2019    | Haifa, Israël             | Israël – Slovenië      | 1 – 1   | EK 2020 kwalificatie   | 4          | 0                                          | 0           |
| 5 september 2019 | Tórshavn, Faeröer         | Faeröer – Zweden       | 0 – 4   | EK 2020 kwalificatie   | 1          | 0                                          | 0           |
| 18 november 2019 | Palermo, Italië           | Italië – Armenië       | 9 – 1   | EK 2020 kwalificatie   | 1          | 0                                          | 0           |
| 7 oktober 2020   | Sankt Gallen, Zwitserland | Zwitserland – Kroatië  | 1 – 2   | Vriendschappelijk      | 3          | 0                                          | 0           |
| 11 oktober 2020  | Haifa, Israël             | Israël – Tsjechië      | 1 – 2   | Nations League 2020/21 | 5          | 0                                          | 0           |
| 6 juni 2021      | Middlesbrough, Engeland   | Engeland – Roemenië    | 1 – 0   | Vriendschappelijk      | 1          | 0                                          | 0           |
| 5 september 2021 | Badajoz, Spanje           | Spanje – Georgië       | 4 – 0   | WK 2022 kwalificatie   | 2          | 0                                          | 0           |
| 12 oktober 2021  | Vilnius, Litouwen         | Litouwen – Zwitserland | 0 – 4   | WK 2022 kwalificatie   | 0          | 0                                          | 0           |
| 15 november 2021 | Warschau, Polen           | Polen – Hongarije      | 1 – 2   | WK 2022 kwalificatie   | 8          | 0                                          | 0           |
| 10 juni 2022     | Tirana, Albanië           | Albanië – Israël       | 1 – 2   | Nations League 2022/23 | 6          | 0                                          | 0           |

Laatst bijgewerkt op 11 juni 2022.